# Файт ТВ
Fite (стилизирано като FITE) е американска цифрова видео стрийминг услуга, пусната на 20 май 2012 г. която е посветена на бойните и други спортове (включително бокс, смесени бойни изкуства и кеч). Мрежата разпространява безплатно съдържание, pay-per-view (гледане срещу заплащане), както и пакети от избрано съдържание по абонамент. Към декември 2020 г. услугата има над 4 милиона регистрирани потребители по цял свят.
През 2020 г. Fite започва да отразява футболни събития, като придобива правата върху квалификационните мачове от отборния турнир в Южна Америка за световния шампионата по футбол през 2022 г.
Компанията Flipps Media Inc., създала услугата, има два офиса – в Юниъндейл (предградие на Ню Йорк) и в София, България. Основател и CEO на компанията е българският предприемач и IT специалист Коста Йорданов.
На 14 април 2021 г. компанията е придобита от TrillerNet срещу необявена сума, непосредствено преди първото събитие от Triller Fight Club. Сделката вероятно е втората по стойност за придобита българска компания след тази с Телерик.